# Jevgenij Berzin
Jevgenij Berzin (rusky: Евгений Берзин; * 3. června 1970 Vyborg) je bývalý ruský silniční cyklista. Mezi profesionály jezdil v letech 1993-2000. Největších úspěchů vždy dosahoval na Giro d'Italia. V roce 1994 se stal jeho celkovým vítězem, o rok později skončil na celkovém druhém místě. V roce 1994 též vyhrál jednodenní závod Lutych-Bastogne-Lutych. Na Giru vyhrál v kariéře pět etap, jednu na Tour de France. V roce 2000 nebyl vpuštěn na start Giro d'Italia, když mu byla naměřena zvýšená hladina červených krvinek v krvi, což může být signál užití steroidů, tedy dopingu. Dostal distanc jen na čtrnáct dní, nicméně k žádnému profesionálnímu závodu již nenastoupil a v roce 2001, ve svých třiceti letech, oficiálně ukončil kariéru. Od té doby žije v Itálii, kde se věnuje prodeji automobilů.